# Le conseguenze economiche della pace
Le conseguenze economiche della pace (The Economic Consequences of the Peace) è un libro scritto da John Maynard Keynes nel 1919. Keynes aveva partecipato alla conferenza per la pace di Versailles nel 1919 come delegato del Cancelliere dello Scacchiere britannico e si era dimesso da quell'incarico, con intento polemico, poiché riteneva opportune condizioni di pace molto più generose di quella che effettivamente furono raggiunte a Versailles.
Letto in tutto il mondo, il libro criticava l'esito punitivo di quella pace paragonandola a una pace cartaginese, foriera di nuovi conflitti; tale giudizio diventava così paradossalmente simile a quello del generale Ferdinand Foch, che con un punto di vista opposto (considerava infatti il Trattato di Versailles come troppo clemente con la Germania) secondo quanto riportato da Winston Churchill disse «Non è pace. È un armistizio di vent'anni».
il libro ha contribuito a consolidare, nell'opinione pubblica statunitense, sentimenti contrari ai trattati multilaterali e dalla partecipazione alla Società delle Nazioni. La percezione, nel Regno Unito, del trattamento disuguale riservato ai Tedeschi, è stato un fattore cruciale per il sostegno pubblico alla riappacificazione. Il successo del libro ha consolidato la reputazione di Keynes come economista. Il piano Marshall dopo la seconda guerra mondiale consistette in un sistema simile a quello proposto da Keynes in questo libro.

## Scrittura del libro
Keynes abbandonò l'Università di Cambridge per lavorare al Tesoro nel 1915. Lavorò ogni giorno per dare sostegno agli sforzi di guerra durante il  primo conflitto mondiale. Ciò  diede fastidio ai membri pacifisti del Gruppo Bloomsbury del quale Keynes faceva parte. Lytton Strachey gli inviò una lettera nel 1916 interrogandolo sul perché lavorasse ancora al Tesoro.
Keynes si guadagnò quasi subito una reputazione come uno degli uomini più capaci e abili del Tesoro e per questo  fu mandato alla conferenza di Versailles come consigliere del Governo inglese. Sosteneva che fossero ingiustificate le entità delle riparazioni dei danni di guerra da parte della Germania e che, volendo accettare quest'idea, le riparazioni non avrebbero dovuto superare la cifra di 2.000.000.000 di sterline. Riteneva che avrebbe dovuto esserci un annullamento dei debiti di guerra, cosa che avrebbe agevolato in primis la stessa Gran Bretagna. Infine, Keynes voleva che gli Stati Uniti lanciassero un programma di credito per aiutare l'economia europea, affinché si riprendesse al più presto possibile.
La sua idea della conferenza di pace era che questa avrebbe dovuto porre le basi per un rilancio dell'economia; la conferenza, invece, si occupò di confini e di sicurezza nazionale. Le riparazioni dei danni costituirono il nodo centrale della conferenza, cosa che Keynes ritenne sbagliata, ma Woodrow Wilson rifiutò sia l'idea di cancellazione dei debiti di guerra, sia l'ipotesi di un programma di credito per l'Europa. Solo pochi partecipanti alla conferenza di pace si ritrovarono a sostenere le idee di Keynes.
Keynes, amareggiato per le riparazioni imposte alla Germania, abbandonò i lavori dell'assemblea il 26 maggio 1919; si ritirò a Cambridge e nei due mesi estivi si dedicò alla scrittura del libro.

## Successo
Il libro è stato pubblicato alla fine del 1919 ed è stato molto venduto su entrambe le sponde dell'Atlantico; fu ripubblicato nel Stati Uniti nel 1920. La critica mordace a Thomas Woodrow Wilson, David Lloyd George, e Georges Clemenceau, ha contribuito alla popolarità di Keynes e della sua opera. Dal 1924 sono state vendute 140 000 copie del saggio tradotte in 11 lingue. Ha riaffermato la sua reputazione anche nel Gruppo Bloomsbury, messa in discussione durante la guerra. Dopo l'esperienza allo Scacchiere, Keynes ritornò al suo lavoro di economista e di professore all'Università di Cambridge.

## Edizioni
- John Maynard Keynes, Le conseguenze economiche della pace, Adelphi, 2007, ISBN 9788845921605.